# Almácigo Bajo
Almácigo Bajo es un barrio del municipio de Yauco, Puerto Rico. Según el censo de 2020, tiene una población de 4805 habitantes.

## Geografía
El barrio está ubicado en las coordenadas 18°2′59.8″N 66°52′3.3″O / 18.049944, -66.867583 (18.049949, -66.867585). Según la Oficina del Censo de los Estados Unidos, tiene una superficie total de 5.53 km², de la cual 5.49 km² corresponden a tierra firme y 0.03 km² son agua.

## Demografía
Según el censo de 2020, hay 4805 personas residiendo en el barrio. La densidad de población es de 875.2 hab./km². El 26.89% de los habitantes son blancos, el 4.54% son afroamericanos, el 0.75% son amerindios, el 0.19% son asiáticos, el 0.02% es isleño del Pacífico, el 32.22% son de otras razas y el 35.40% son de una mezcla de razas. Del total de la población, el 99.40% son hispanos o latinos de cualquier raza.